# Muravlenko
Muravlenko (en ruso: Муравленко) es una ciudad del distrito autónomo de Yamalia-Nenetsia, en el óblast de Tiumén de Rusia. Pertenece al raión del Pur. Salejard, la capital de la república, se encuentra al noroeste de la ciudad, que está en la parte septentrional de la llanura de Siberia Occidental. Su población alcanzaba los 37 256 habitantes en 2009.

## Historia
Muravlenko fue fundada en 1984 en relación con las necesidades de la explotación petrolera, con el nombre (Муравленковский), por el ingeniero soviético Víktor Muravlenko. Recibió el estatus de ciudad el 6 de agosto de 1990. Pertenece al raión del Pur.

## Demografía
| 1989   | 1992   | 1996   | 1998   | 2002   | 2005   | 2008   |
| ------ | ------ | ------ | ------ | ------ | ------ | ------ |
| 23 100 | 26 700 | 35 000 | 36 900 | 35 926 | 26 800 | 37 136 |

## Cultura
En Muravlenko existen filiales de la Universidad Estatal de Tiumén, así como de la Universidad Estatal de Petróleo y Gas Natural de Tiumén.

## Economía y transporte
Muravlenko es un centro de producción de petróleo con los pozos Muravlenkovskoye, Sutorminskoye, Kraineye, Sugmutskoye y otros, explotados por Gazprom Neft (anteriormente Sibneft).
Muravlenko está a 80 km de la estación de ferrocarril Janimey de la línea ferroviaria abierta en 1984 entre Surgut y Novi Urengói.

## Ciudades hermanadas
- Claremore, Estados Unidos